# Provins
Provins (ejtsd [pʁɔ.ˈvɛ̃]): település Franciaországban, Seine-et-Marne megyében. Lakosainak száma 11 824 fő (2022. január 1.). Provins Rouilly, Chalautre-la-Petite, Mortery, Poigny, Saint-Brice, Sourdun és Vulaines-lès-Provins községekkel határos.
Párizstól 85 km-rel délkeletre fekvő település.

## Története

Provins egy 1911-es térképen

A ma tizenháromezer körüli lakosú kisváros nem sokkal több mint hétszáz évvel ezelőtt a mai Franciaország területén 80.000 körüli lakosságával a harmadik legnagyobb város volt. Falai között majd 3000 iparos dolgozott: vargák, molnárok, szövők, késesek. A város virágzásának a százéves háború vetett véget a város virágzásának, de az angolok is elpusztították, majd a hugenották vallásháborújában ismét sokat szenvedett.
A város múltjára mára csak az óváros falai, tornyai, templomai emlékeztetnek, valamint az a tény, hogy ma is Provinsban vannak a környék legfontosabb állatvásárai és gabonapiacai.

## Leírása

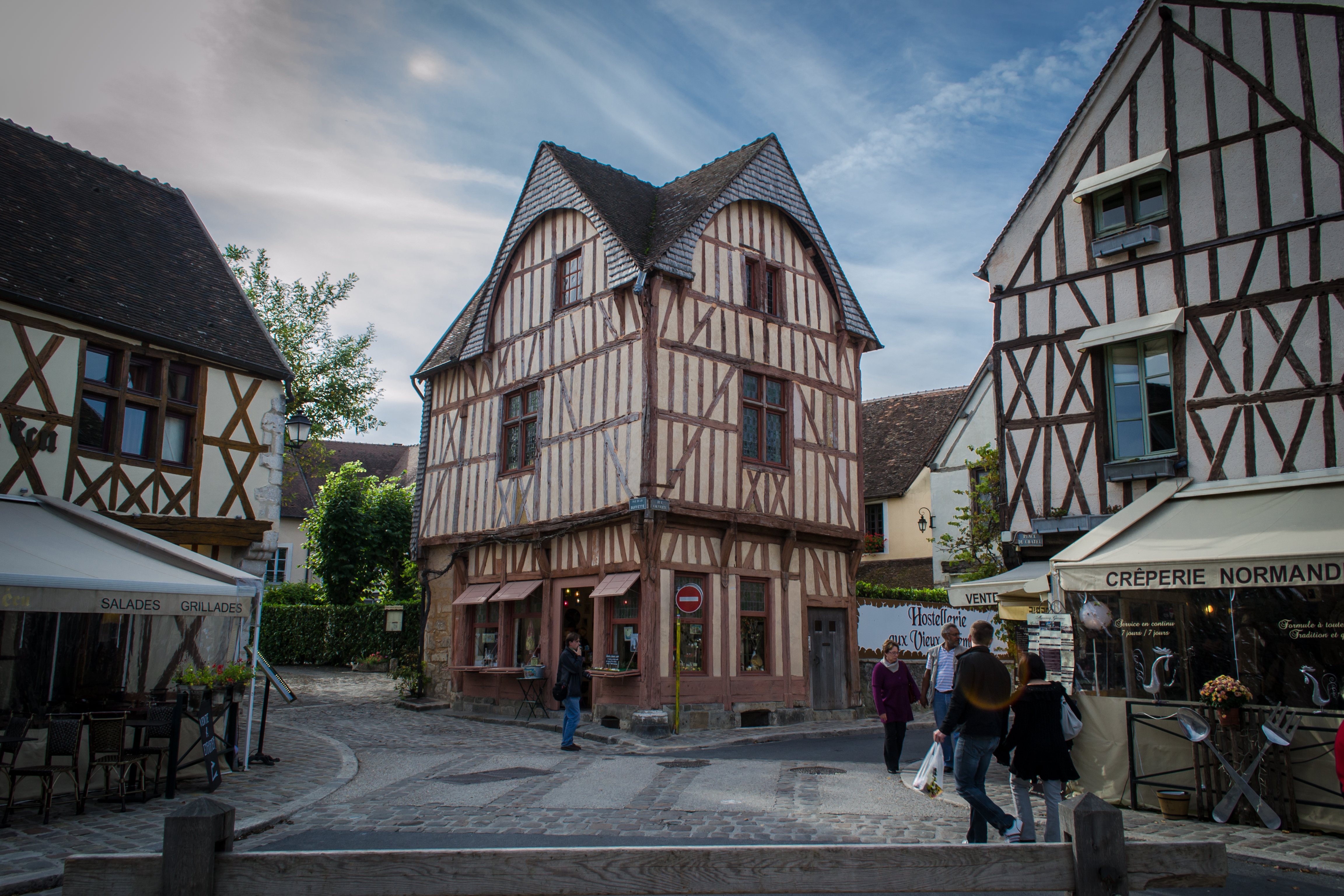

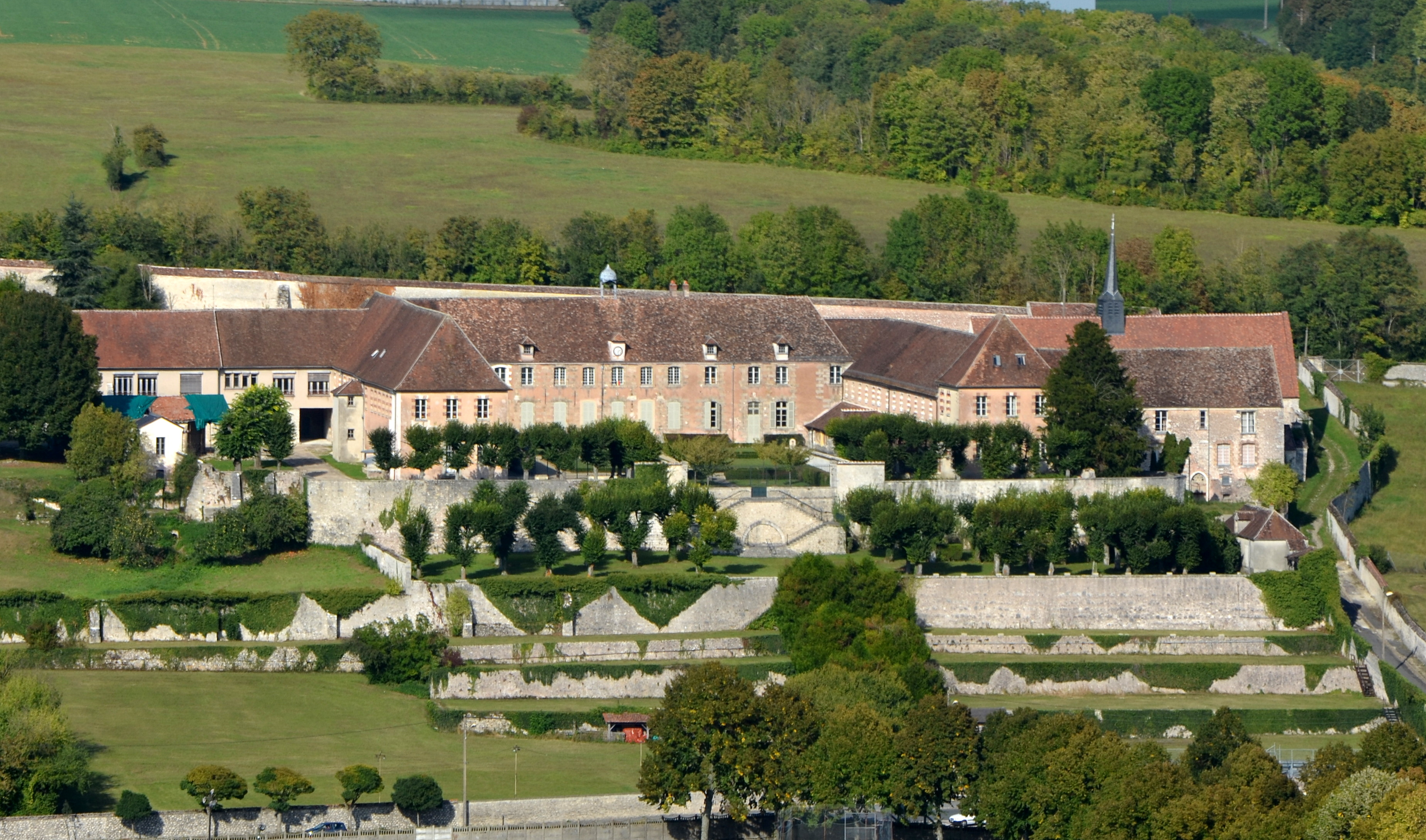

A Párizs irányából ideérkezőt a város fölé emelkedő vaskos torony, a Cézár-torony, a dombtetőre épült óváros falainak és a falak vonalának szögleteiben magasodó tornyoknak látványa fogadja, melyek látványa hamisítatlan középkori hangulatot áraszt. A tornyok közül az első az úgynevezett "Hóhérok tornya". Ebben laktak a város hóhérai, abban az időben, amikor Provinsnak megvolt a pallosjoga.
A város különlegességének számít, hogy a városfalak ilyen ép állapotban Avignon-on és Carcassonne-on
kívül sehol sem maradtak meg, annak ellenére, hogy a francia föld igen gazdag műemlékekben.

## Galéria

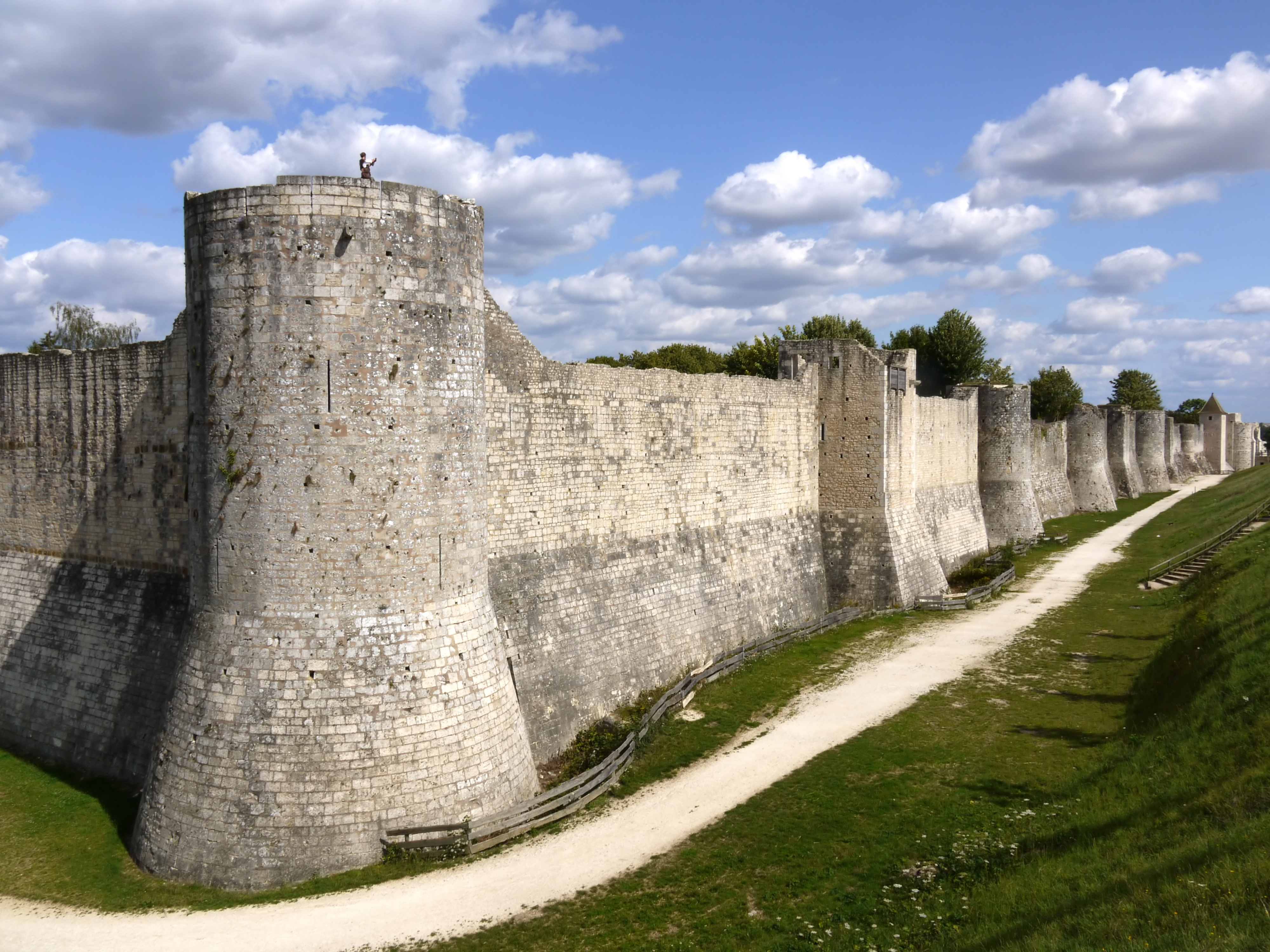
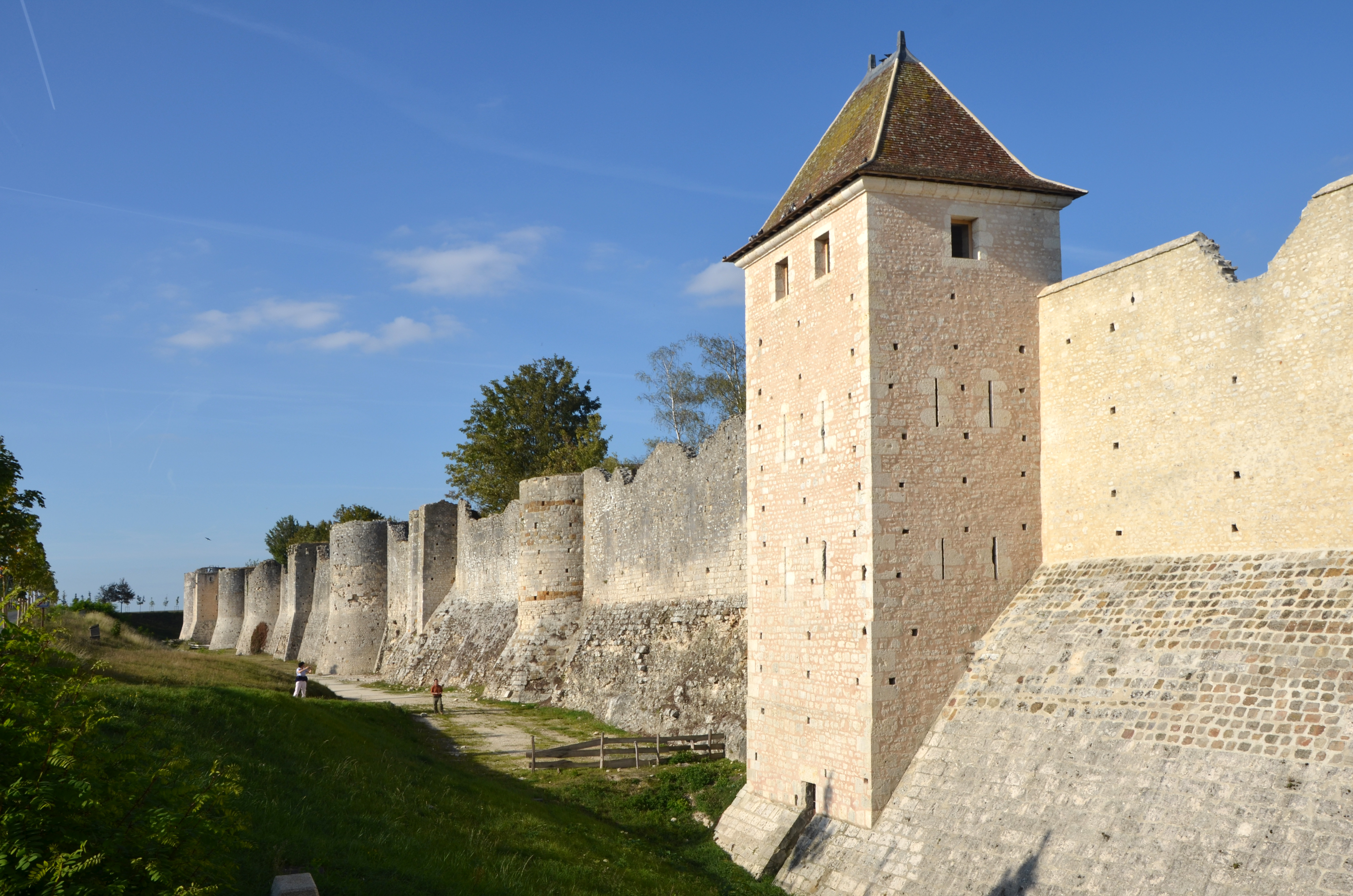
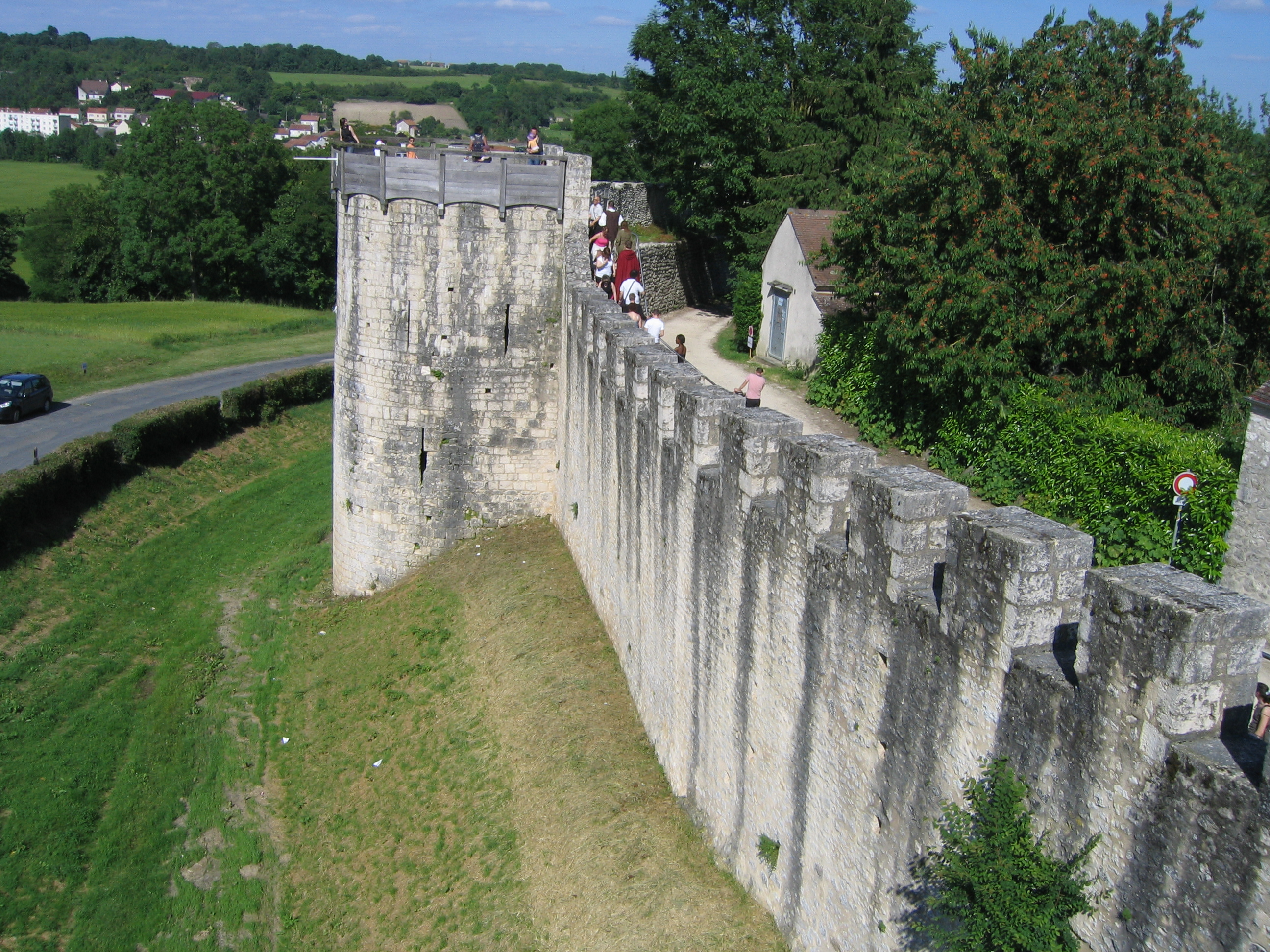
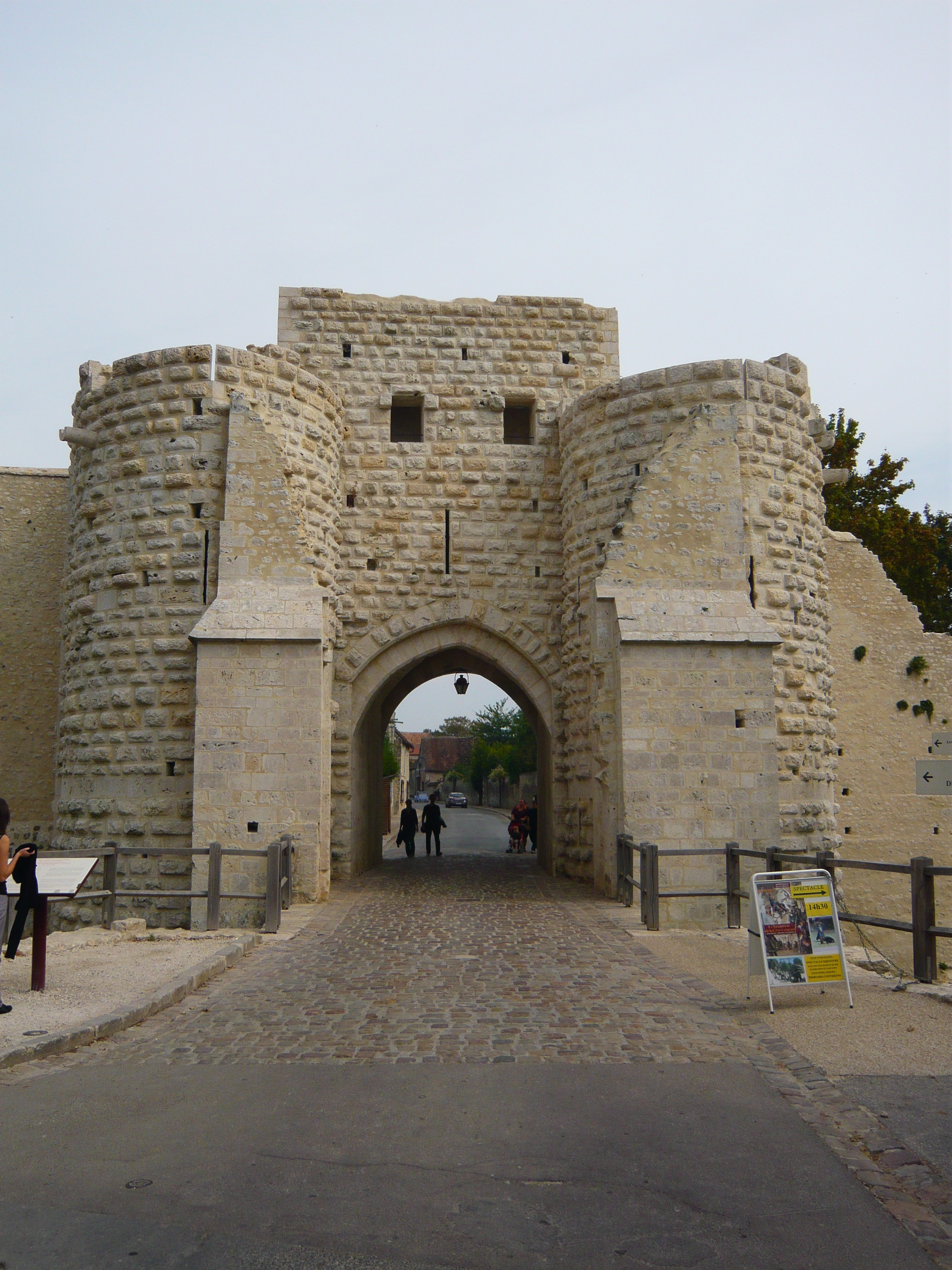
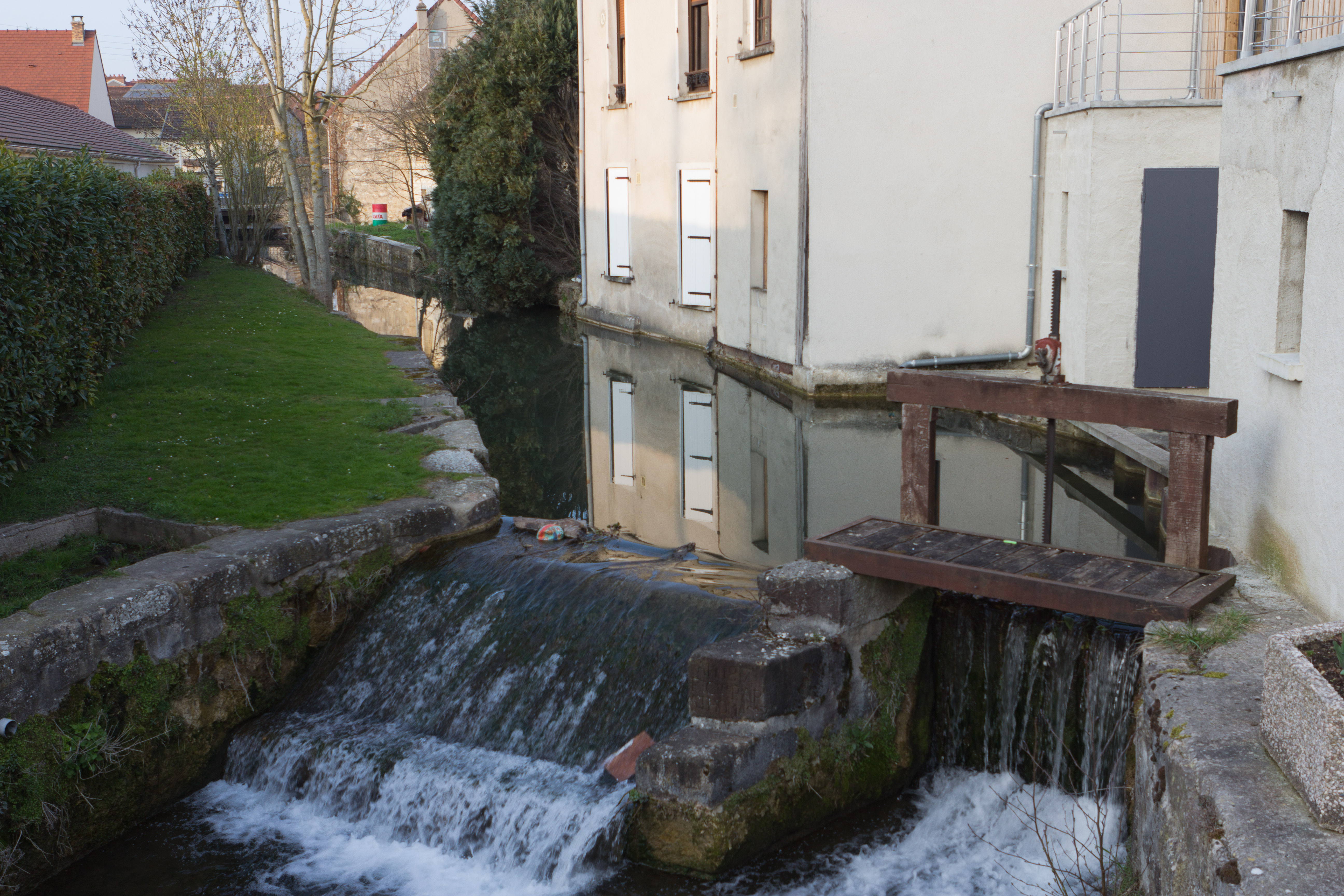
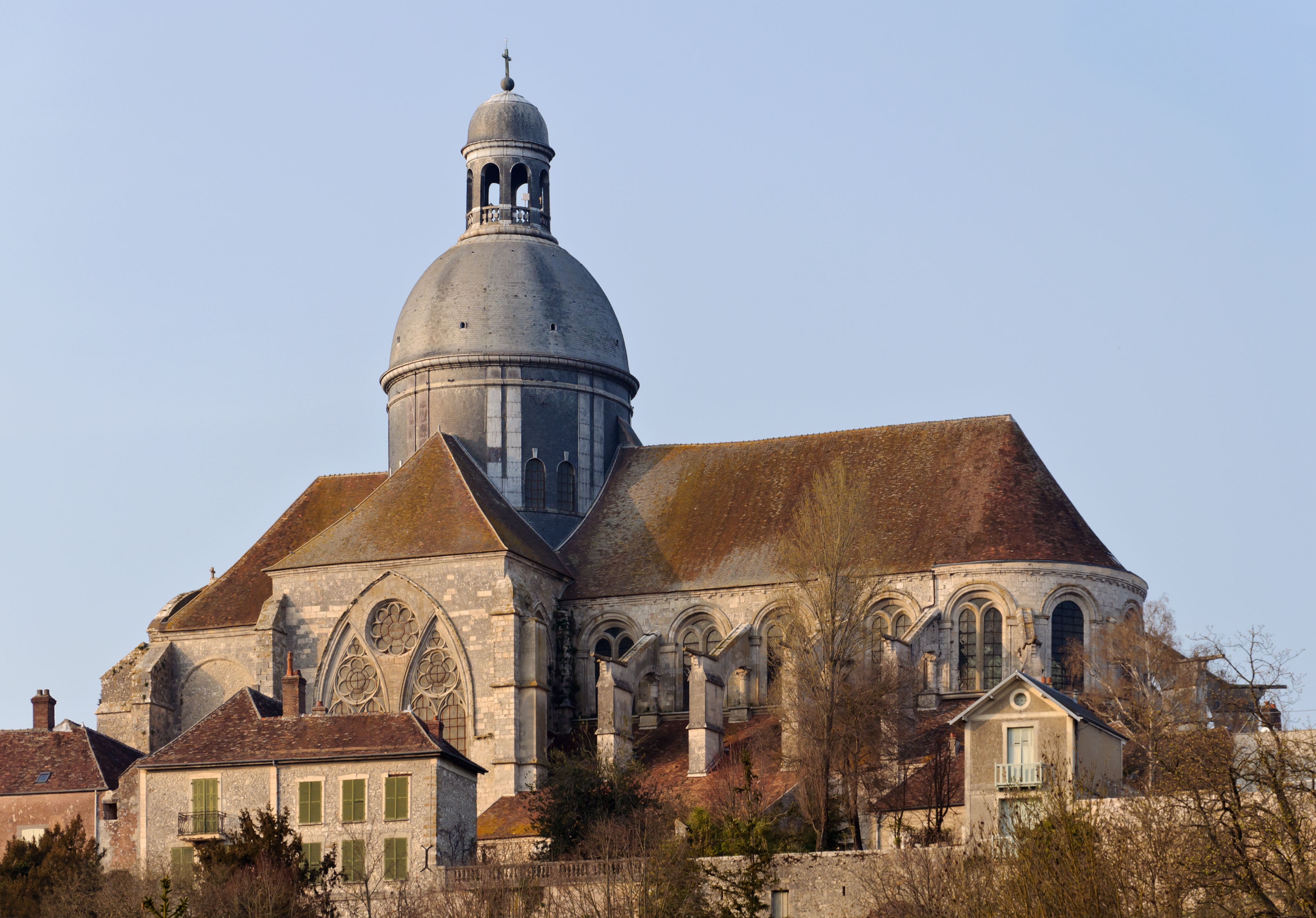
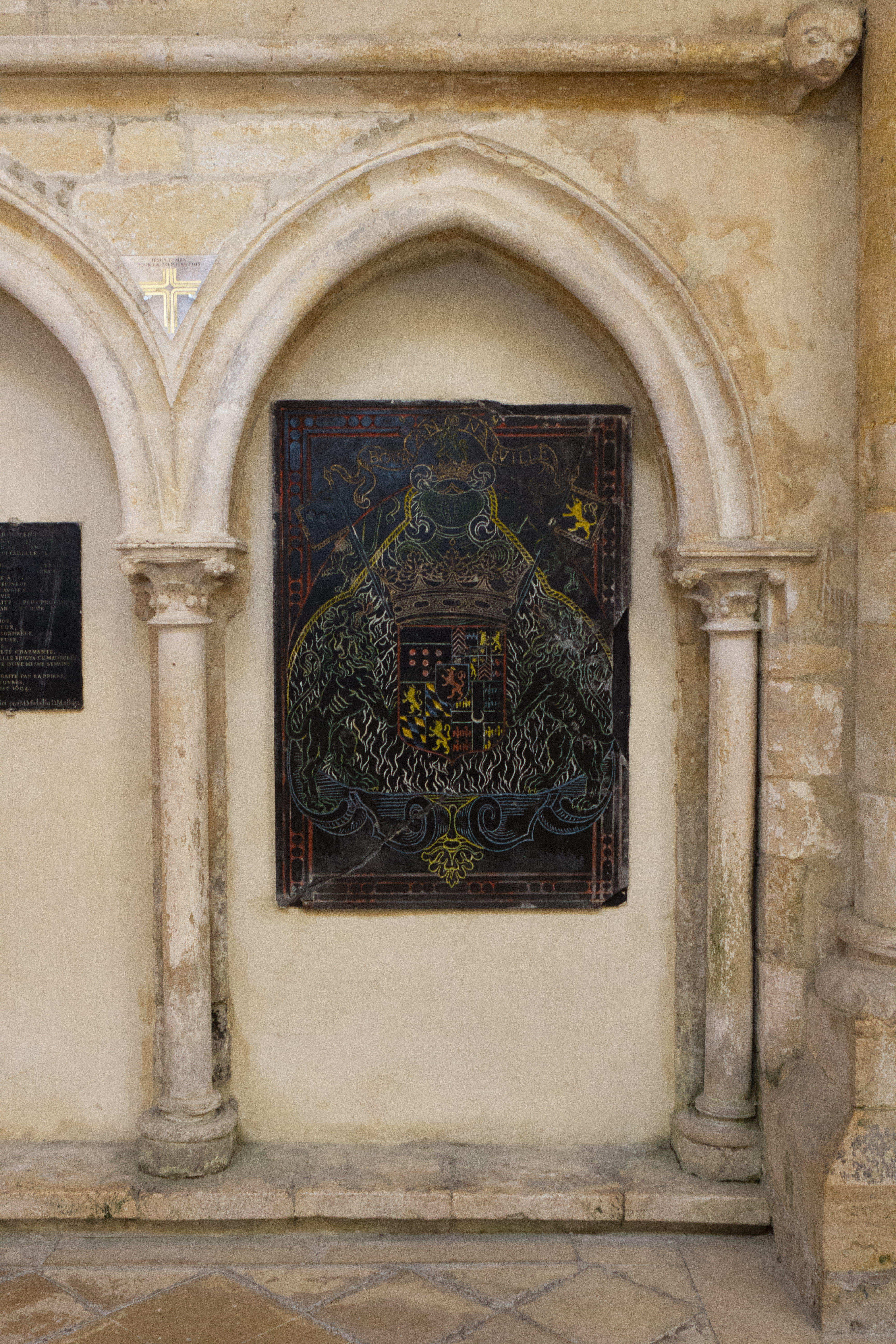
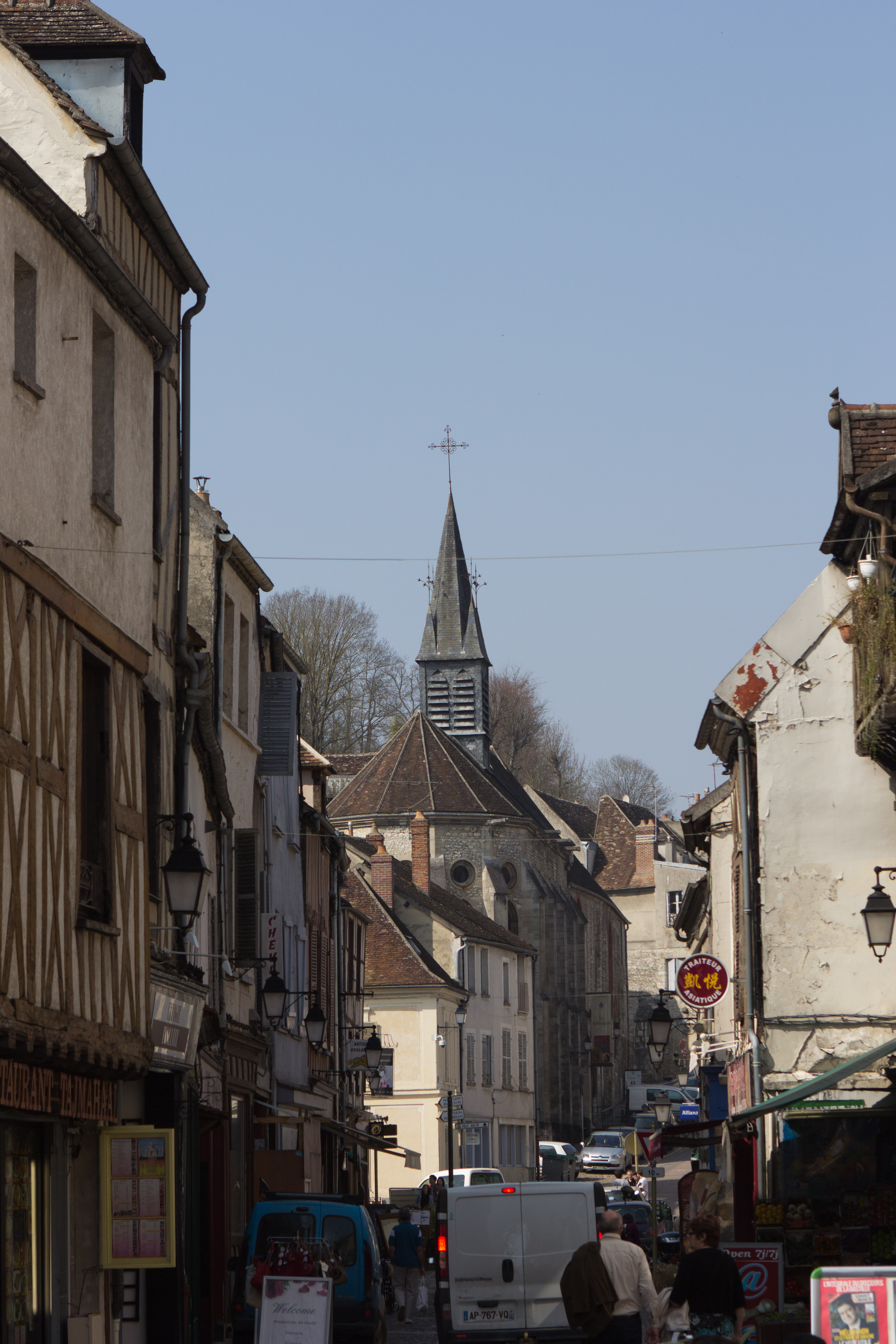
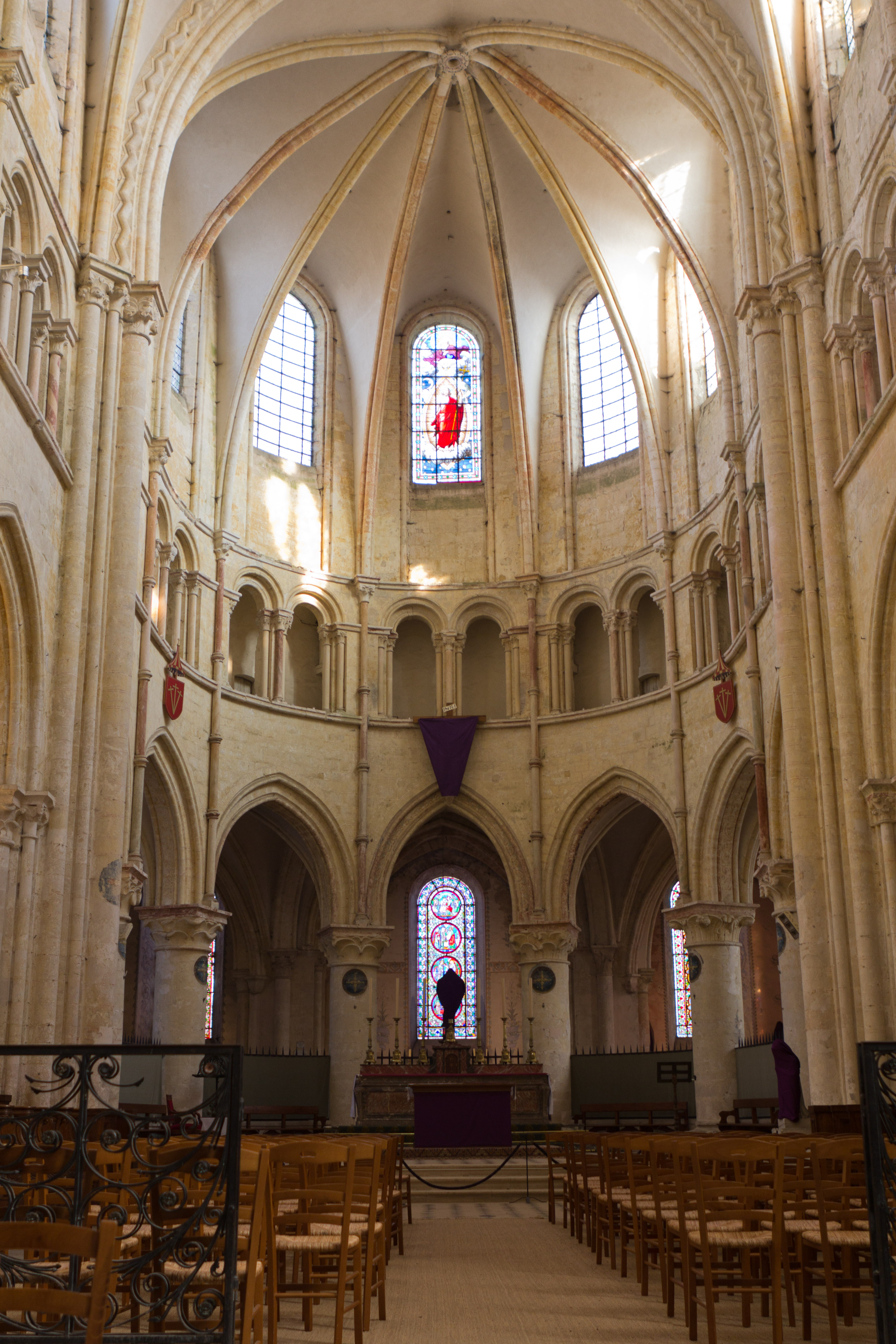

## Nevezetességek
- Régi városfalak
- Cézár-torony